# 谷風梶之助 (初代)
初代谷風梶之助（日语：／ Tanikaze Kajinosuke，1694年—1736年7月7日），本名鈴木善十郎，日本江戶時代陸奥國苅田郡宮村（現宮城縣藏王町）出身的大相撲力士，最高位置是大關。身高185cm、體重154kg。

## 略歷
鈴木善十郎幼年喪父，17歳加入大相撲，後被讃岐高松藩主松平家收用為力士。1730年（享保15年）至1732年（享保17年）為大坂相撲大関。全盛期曾9年不敗，元文元年5月29日去世，享年43歳。
他的墳墓位於宮城縣白石市。